# Horst Pinnow
Horst Pinnow (* 2. Dezember 1936 in Landsberg an der Warthe (heute Gorzów Wielkopolski, Polen); † 24. Mai 2024 in Berlin) war ein deutscher Schauspieler und Synchronsprecher.

## Leben
Pinnow spielte ab den 1960er Jahren Theater, anfänglich vor allem in Remscheid, aber auch schon früh in Berlin (Tribüne). Sein Leinwanddebüt gab er in dem 1971 erschienenen Spielfilm Rosy und der Herr aus Bonn mit Horst Tappert in der Hauptrolle unter Regie von Rolf Thiele. Danach war er in den 1970er-Jahren in Filmen wie Liebe Mutter, mir geht es gut, Lohn und Liebe, Der aufrechte Gang oder Die Faust in der Tasche zu sehen.
Horst Pinnow war auch in einigen Hauptrollen zu sehen, z. B. als Herr Buseberg in Molle mit Korn, Herr Köster in Wartesaal zum kleinen Glück oder Alwin Barthold in Die Wicherts von nebenan. Des Öfteren spielte er in Tatort-Folgen und zweimal auch in Der Hausgeist. Außerdem hatte er diverse Rollen in Filmen wie Willi und die Kameraden, Meister Timpe, Kreuzberger Liebesnächte, Die kluge Witwe, Die Perle der Karibik oder Single liebt Single. Er war auch des Öfteren in Episodenrollen von Fernsehserien zu sehen, wie z. B. Lokaltermin, Ein Fall für Stein, Die Stadtpiraten, Ein Heim für Tiere oder Unser Charly. Pinnow trat 1978 in der Sketchshow Nonstop Nonsens als Gangster auf und spielte in der Fernsehkomödie Mein Gott, Willi mit Dieter Hallervorden aus dem Jahr 1980, durch die er einen gewissen Bekanntheitsgrad in Deutschland erlangte. 
In der Sesamstraße spielte er in den 1970er- und 1980er-Jahren die Rolle des Detektivs Humphrey Gocart Junior zusammen mit Tobias Meister als sein Assistent Ludwig Lupe. Als Buchstabendetektive versuchten beide, „entlaufene“ Buchstaben aufzuspüren und sie in teilweise hektischem Laufschritt einzufangen. Dabei wurden die Buchstaben dargestellt durch in reale Außenaufnahmen eingeschnittene Zeichentrickanimationen. Der Spruch Was macht den Detektiv bekannt? Immer die Nase im Wind und die Ohren im Sand! wurde damals in Deutschland zum geflügelten Wort. Bei den Buchstabendetektiven handelte es sich um kurze für Deutschland produzierte Zwischenfilme.
1985 mimte er den von Sorgen geplagten Vater des jungen Musikers Richard Schrader im Musikfilm Richy Guitar. Des Weiteren trat er in einigen Folgen der Serie Wolffs Revier auf. Als Synchronsprecher war er zum Beispiel für Akira Hamada in der Serie Die Rebellen vom Liang Shan Po zu hören oder für James Best in Das Jahr ohne Vater. Er verkörperte verschiedene Rollen in den Hörspielserien Benjamin Blümchen und Bibi Blocksberg.
Horst Pinnow starb im Mai 2024 im Vivantes Klinikum in Berlin-Friedrichshain im Alter von 87 Jahren.

## Filmografie
- 1971: Rosy und der Herr aus Bonn
- 1972: Liebe Mutter, mir geht es gut
- 1973: Lokaltermin (Serie, Folge: Nichts geht mehr)
- 1974: Lohn und Liebe
- 1975: Beschlossen und verkündet (Serie, Folge: Vater werden ist nicht schwer)
- 1976: Der aufrechte Gang
- 1976: Ein Fall für Stein (Serie, Folge: Der Mord, der keiner war)
- 1976: Verdunkelung
- 1976: Den lieben langen Tag (Serie)
- 1976: Ein neuer Start (Serie)
- 1977: Es muß nicht immer Kaviar sein (Serie)
- 1977: Drei Damen vom Grill (Serie, eine Folge)
- 1978: Café Wernicke (Serie)
- 1978: Kommissariat 9 (Serie, Folge Fett macht Fett)
- 1978: Aus der Ferne sehe ich dieses Land
- 1978: Die Faust in der Tasche
- 1978: Nonstop Nonsens (Serie, Folge Didi in Gangsterkreisen)
- 1978: Tatort: Sterne für den Orient
- 1979: Beate S. – Geschichte einer 20-jährigen
- 1979: Tatort: Ein Schuß zuviel
- 1979: Tatort: Gefährliche Träume
- 1979: Willi und die Kameraden
- 1980: Meister Timpe
- 1980: …und raus bist du
- 1980: Kreuzberger Liebesnächte
- 1980: Mein Gott, Willi!
- 1980: Heiße Kartoffeln
- 1980: Der Supercop (Synchronstimme von Julian Voloshin als Fischer)
- 1981: Jeans
- 1981: Die kluge Witwe
- 1981: Die Perle der Karibik
- 1982: Single liebt Single
- 1982: Dannys Traum
- 1983: Plem, Plem – Die Schule brennt
- 1985: Richy Guitar
- 1985: Ein Heim für Tiere (Fernsehserie, eine Folge)
- 1985: Kaminsky – Ein Bulle dreht durch
- 1986: Alte Gauner (Serie, Folge: Fifty-Fifty)
- 1986: Die Stadtpiraten
- 1986: Ein Heim für Tiere (Serie, Folge: Angst um Lilli Blue)
- 1986: Berliner Weiße mit Schuss, 4 Folgen
- 1986: Zieh den Stecker raus, das Wasser kocht
- 1986: Detektivbüro Roth (Serie, Folge: 12.000 Jeans auf Termin)
- 1986: Meier
- 1986: Liebling Kreuzberg (Serie, eine Folge)
- 1986–1989: Die Wicherts von nebenan (Serie)
- 1987: Wartesaal zum kleinen Glück (Serie)
- 1988: Molle mit Korn (Serie)
- 1988: Tatort: Schuldlos schuldig
- 1989–1990: Ein Heim für Tiere (Fernsehserie, vier Folgen)
- 1991: Großstadtrevier (Serie, Folge: Lügenbarone)
- 1991: Der Hausgeist (Serie, Folge: Ein Engel in der Unterwelt)
- 1993: Sylter Geschichten (Serie)
- 1993: Harry & Sunny (Serie)
- 1993: Heinz bleibt Heinz (Serie)
- 1993: Der Hausgeist (Serie, Folge: Flirt mit Folgen)
- 1993: Wolffs Revier (Serie, Folge: Knast)
- 1994: Lemgo
- 1994: Die Stadtindianer (Serie)
- 1996: Der Mörder und die Hure
- 1996: Max Wolkenstein (Serie, Folge: Der Bund des Bösen)
- 1997–1998: Ein Mord für Quandt (Serie)
- 1998: Alarm für Cobra 11 – Die Autobahnpolizei (Serie, 1 Folge)
- 1998: Wolffs Revier (Serie), 2 Folgen
- 1998: Dr. Sommerfeld – Neues vom Bülowbogen (Serie, Folge: Kalte Liebe – Heiße Liebe)
- 1999: Unser Charly (Serie, Folge: Sieg der Wahrheit)
- 2002: Streit um drei (Serie)
- 2005: Sabine! (Serie, Folge: Ein Pyjama für zwei)
- 2009: Dinosaurier – Gegen uns seht ihr alt aus!
- 2013: Hai-Alarm am Müggelsee